# سيمون وودز
سيمون وودز (بالإنجليزية: Simon Woods)‏ هو ممثل بريطاني، ولد في 7 يناير 1980 بإنجلترا في المملكة المتحدة.

## أعمال

### أفلام
- (2005) كبرياء وتحامل[4]
- (2007) ملاك[5]

## وصلات خارجية
- سيمون وودز على موقع IMDb (الإنجليزية)
- سيمون وودز على موقع ألو سيني (الفرنسية)
- سيمون وودز على موقع أول موفي (الإنجليزية)
- سيمون وودز على موقع قاعدة بيانات الأفلام السويدية (السويدية)
- سيمون وودز على موقع إن إن دي بي (الإنجليزية)
- سيمون وودز على موقع قاعدة بيانات الفيلم (الإنجليزية)
- سيمون وودز على موقع كينوبويسك (الروسية)